# Tanya

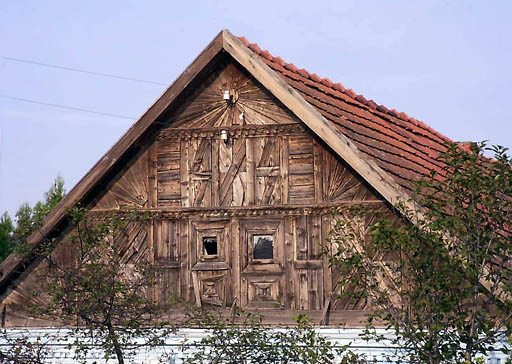
"Napsugaras" tanya a vajdasági Csantavéren

A tanya – a szó jelentéséből adódóan – a hagyományos pannon lakóépületet, szélesebb értelemben pedig a hozzá tartozó gazdaságot jelenti a birtokkal, földdel és gazdasági épületekkel (istállók, csűrök, karámok stb.). Az alföldi sík vidék lakói, nemzetiségtől való tekintet nélkül kialakították a tanya egységes típusát, amely építészeti szempontból a hagyományos alföldi lakóház legelterjedtebb fajtája. A tanyavilág az ilyen egységekből összeálló szórványtelepülés.
A tanyagazdaságoknak megfelelő analógia a nyugati országok kultúrájában a ranch, a farm, illetve a majorság.

## Fogalma
A mező-és  erdőgazdasági  földek  forgalmáról  szóló  2013.  évi  CXXII.  törvény  5.  §  25. bekezdésének megfelelően: Tanya:a  település  külterületén  fekvő,  legfeljebb  1  hektár  nagyságú  olyan  földrészlet, amelyhez a föld mellett növénytermesztés és állattenyésztés, továbbá az ezekkel kapcsolatos termékfeldolgozás és terméktárolás céljára létesített lakó-és gazdasági épület, illetve  ilyen épületcsoport  is  tartozik,  vagy  az  olyan  földrészlet,  amely  az  ingatlan-nyilvántartásban tanyaként szerepel.

## Története
| Putriház Szabadka környékén 1909-ben |

A tanya szláv eredetű szó: szlovén tonja (‘mély víz, mocsár’), szlovák toňa (‘csendes mély víz a folyóban’), ukrán, orosz tonja (‘az a hely, ahol a halászhálót kivetik’).
A tanya eredetileg a kóbor életet folytatott emberek, úgymint halászok, vadászok és pásztorok ideiglenes letelepedési helye, ahol sátrat ütnek, kunyhót építenek. A tanya rendszerek csak a 18. század második felétől kezdtek megjelenni és kialakulni Magyarországon, azonban azokon a helyeken, ahol a földterületek földesúri tulajdonban voltak, csak a 19. század második felében jelentek meg a tanyák.
Később és különösen az Alföldön, a tanya kisebb major, amelyből a tanyás gazda a tanyához tartozó földeket kezeli.
Jelenleg a tanya olyan gazdasági épületekkel ellátott földbirtokot jelent, amit valamely község határában a községhez tartozó földekből alakítottak ki. Ebben rejlik a tanyavilág és puszta közt fennforgó különbség, mert utóbbinak rendszerint nagyobb területét nem valamely község határából hasították ki, hanem önálló terület. A tanyás gazda rendszerint a községben lakik és csak nyáron tartózkodik a tanyán, onnan kezeli a tanyai birtokot. A birtokkezelésnek ezt a módját tanyagazdálkodásnak vagy tanyarendszernek nevezik, mely az alföldi gazdálkodásnak sajátos neme és amelynek jelentősége abban rejlik, hogy a községtől távol eső földeknek okszerűbb és belterjesebb kezelését teszi lehetővé.

### Tanyák a Kárpát-medencében
A Magyarországtól elszakadt területeken – így például Délvidéken – a tanyarendszerek a második világháború után még virágzottak, de a szocialista agrárreform keretében egyeseket vagy lebontották (a lakosságot erőszakkal falvakba száműzve) vagy a tanyásgazdák – különösen a nagyobb mobilitást biztosító traktor elterjedésével – maguk hagyták el a tanyáikat. A régi vasúthálózat felszámolása tovább szabdalta szét a várostól egyébként is távol eső tanyaközösségeket. Így ma a vajdasági tanya és a "tanyasi élet" csak nosztalgikus emlékek.
A Szabadka környéki tanyákról Bela Duranci publicista a következőket írja:

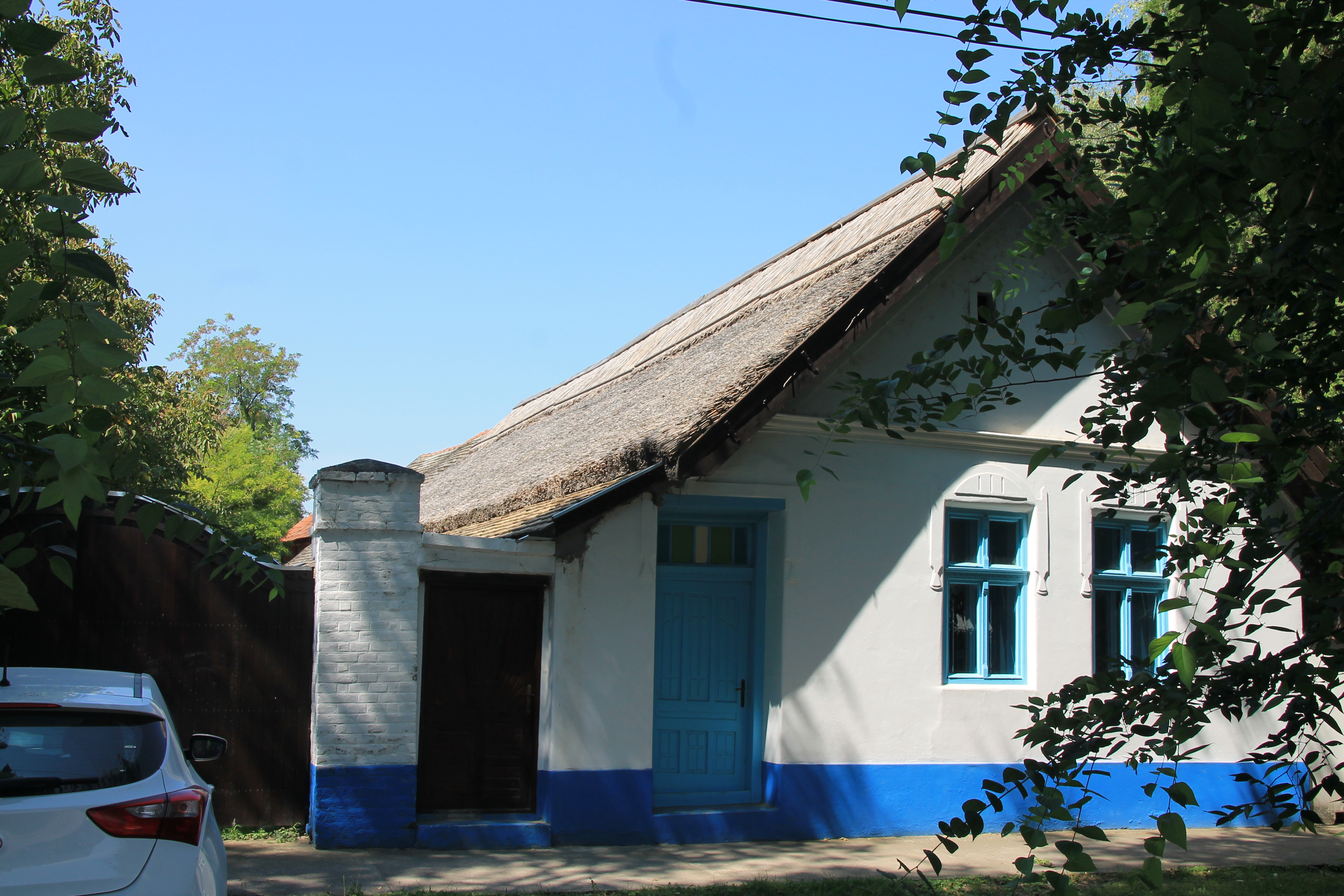
A bácstopolyai Tájház

A délvidéki szláv népek (horvátok, szerbek, bunyevácok stb.) nemcsak a magyar "szállás" szót őrizték meg a tanya megfelelőjének (salaš), de az építészeti hagyományban gyakran kulturális elemek is ötvöződnek, így a Bácstopolyán megőrzött Tájház esetében: a színeiben is helyreállított műemlék bizonyítja a bácskai népek békés együttélését, ahol a Morvai család 1843-ban épült tanyáján a kék szlovák szín is látható.
A bácskai és bánsági magyarok a tanyát – egyik funkciójából következtetve – gyakran a szlávokhoz hasonlóan maguk is "szállás"-nak nevezik, hiszen a főépület belső szobája, az úgynevezett tisztaszoba kizárólag vendégfogadásra szolgált. Ez a hagyomány is, a tanya egyéb jellegzetességeivel együtt, minden etnikumnál megvolt, akárcsak a 'nyári' konyha, a 'gang' (terasz), a laci- és banyakemece, a kukoricagóré, a talpas hombár stb.